# Salamon temploma

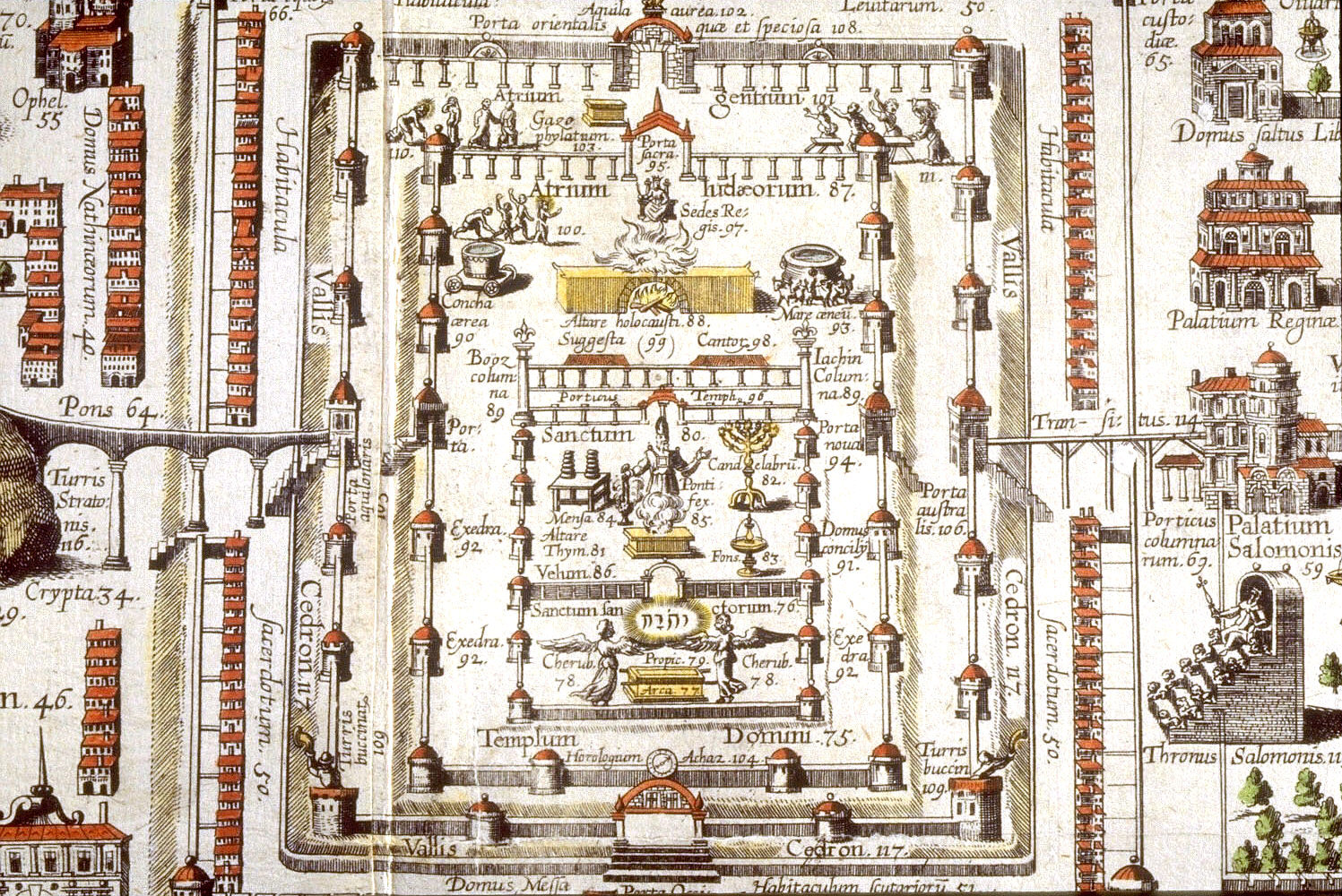
Christiaan van Adrichem ábrázolása a templomról 1584-ből

Salamon temploma más nevein az Első Templom vagy Első Szentély (héber: בֵּית-הַמִּקְדָּשׁ הָרִאשׁוֹן) Jeruzsálem temploma volt, amelyről úgy tartják, hogy az i. e. 10. és i. e. 6. század között létezett. Leírása nagyrészt a Héber Biblia elbeszélésein alapul, amely alapján az építése Salamon király uralkodásának 4. évében, azaz Krisztus előtt 967-ben kezdődött és hét évig tartott, tehát Kr. e. 960-ban készült el. Kr. e. 587-ben II. Nabú-kudurri-uszur elpusztíttatta. Így összesen 373 évig állt fönn.
Az ókori zsidó építészet szimbólummá vált emléke. Építése az Ószövetség egyik legkiemelkedőbb eseménye, és a többi művészeti ágnak is fontos motívuma, a Frigyláda egykori őrzési helye.

## Építése
Az építés előkészületei hatalmas méreteket öltöttek. Salamon munkásokat gyűjtött egész Izraelből; a munkások száma harmincezer embert tett ki, ezen kívül Salamon hatvanezer teherhordozója és nyolcvanezer kőfejtője is itt dolgozott. A király hatalmas kövek fejtését rendelte el, hogy faragott kockakövekből vessenek alapot. Így kezdett a türoszi Hirámmal a templom építéséhez Jeruzsálemben, amely Izrael fővárosa lett.
- A feltüntetett számok történetekből származnak. Az ezen a területen dolgozó szakemberek kizártnak tartják, hogy ekkora embertömeg dolgozott volna a templomon.

## A templom leírása

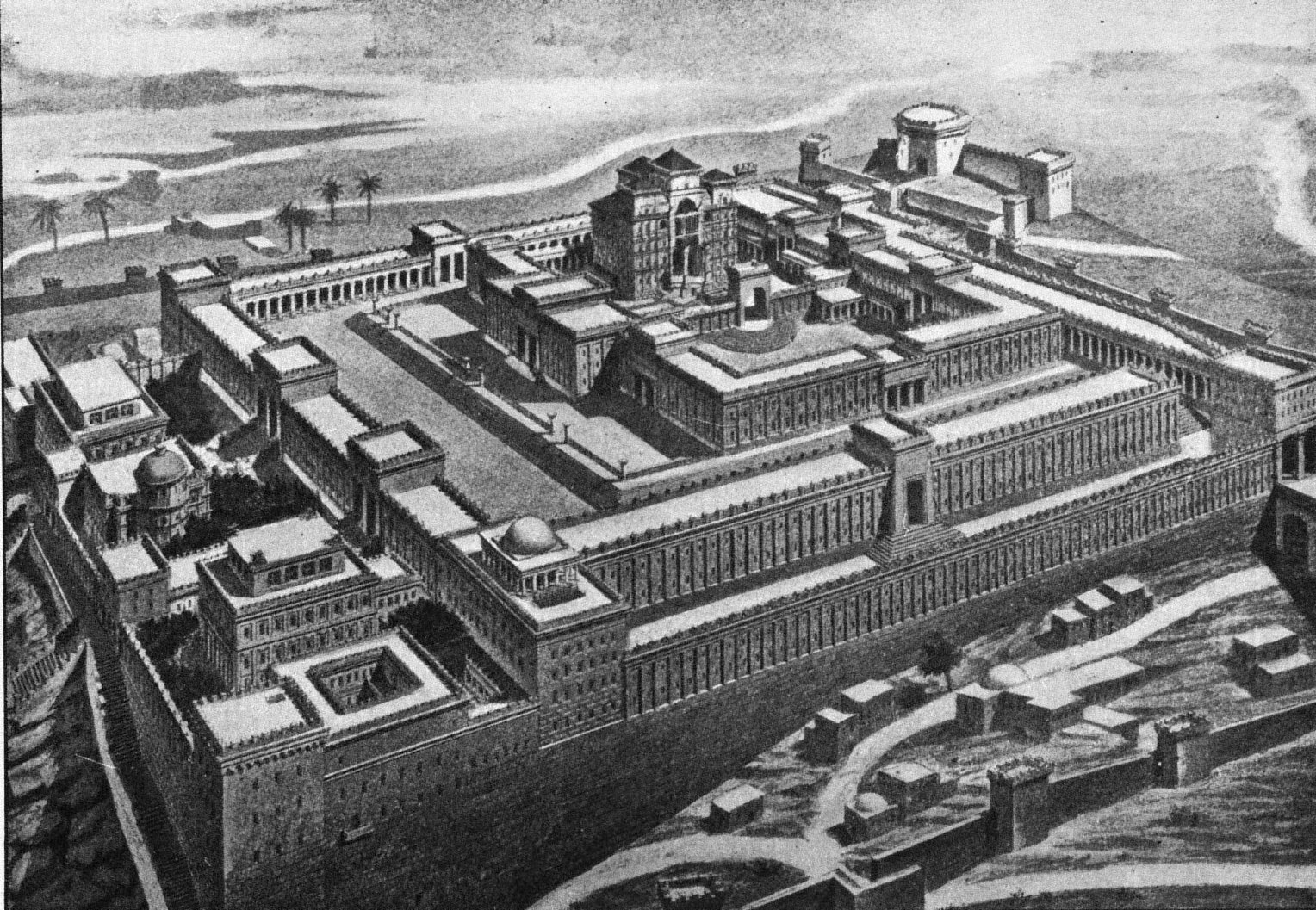
A templom rajza a Bibliai leírások alapján

Salamon király által az Úrnak építtetett templom 64 könyök hosszú, 25 könyök széles és 38 könyök magas volt (29 m hosszú, 9,5 m széles, 14,5 m magas). Egyszerű formákból alkotott terekből állt, falai vastagok, cédrusfából készült falazat két részre osztotta, a szent helyre és a szentek szentjére. A templomhoz udvar, csarnok és számos melléképítmény is kapcsolódott. Közelében épültek Salamon palotái is.

### Belseje
A templombelsőt teljes egészében fából készült burkolat fedte, hogy a falat alkotó köveket nem is lehetett látni. A padlózat ciprusból készült, a mennyezetet cédrusgerendák és deszkák alkották. A födém- és padlódeszkákat is kerubokkal, palmettákkal, virágfüzérekkel díszítették. Cédrusfából készült közfal osztotta két részre, a szent helyre és a szentek szentjére.

#### Szent hely
A szent hely volt a naponkénti bűnelrendezés helye. A bejárattól balra menóra állt, jobbra a kenyerek asztala. A szentek szentjétől kárpit is elválasztotta, ez előtt állt az illatáldozati oltár.

#### Szentek szentje (Devir)
Itt őrizték a frigyládát (két kerub közt), ez volt az évenkénti egyszeri bűneltörlés helye.
Ide a főpap egy évben egyszer bement, meghintette a frigyládát az oltáron bemutatott áldozat vérével, és elsuttogta Jahve nevét, melyet csak ezen alkalomkor, csak ő mondhatott ki.

### Csarnok, oldalépítmények
A templom előrészén nyílt, előtte két hatalmas, 18 sing magas ércoszlop állt, Jákín és Bóaz oszlopai (1Kir 7,15-22). A templomot déli, nyugati és északi felén kétemeletes oldalépítmények vették körül, ahol templomi kellékeket tartottak.

### Az udvarok

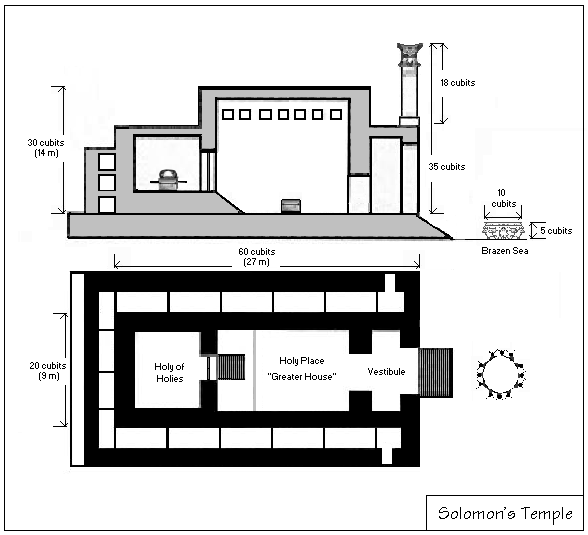
a templom tervrajza

Két udvara volt, a belső udvart papok udvarának nevezték, ezt alacsony kőfal vette körül. Itt állt középen az égőáldozati oltár, amelyre nyolc lépcső vezetett fel. Az oltár és a csarnok között némileg délre vízmedence is volt. A külső udvar volt a nép udvara, innen templomszolgálati lakások és tárházak nyíltak. Ez volt a gyülekezőhely, a nép számára a húst itt főzték ki.
A templom előtti oszlopcsarnok 20 könyök hosszú volt a templom szélességének irányában és 10 könyök széles előre. A szentélyt arra a célra jelölték ki, hogy oda helyezzék a frigyládát. A szentély kocka alakú belseje 20 könyök magas volt. Benn a szentélyben két kerub vadolajfából, 10 könyök magasak. A kerub egyik szárnya 5 könyöknyi volt, és 5 könyöknyi volt a másik szárnya is, így szárnyai egyik végétől a másikig 10 könyöknyit tett ki. Mindkét kerub egyforma nagy volt és egyforma alakú is, szárnyaik összeértek. (Királyok első könyve, 6,23) A Szentek Szentje tehát tökéletes kockalakot mutat; az akácfa oltár feltehetőleg 5 könyök hosszú, 5 könyök széles négyzet. (A Kivonulás könyve 27,1)
A Templomban főpap, papok és leviták teljesítettek szolgálatot. Ők irányították a kultuszt, ők mutatták be a nép nevében a mózesi törvény által előírt áldozatokat. A pogány szentélyekkel ellentétben itt nem volt szobor, mert az igazhitű zsidók viszolyogtak minden olyan próbálkozástól, mely az egy és igaz Isten ábrázolására irányult. Salamon halála után a hanyatlás időszaka következett.

## Szimbolikája
A templom és a benne található tárgyak a kozmosz pontos szerkezetét hívatottak visszatükrözni. Philon szerint, az illatok oltára jelképezi a kegyelem gesztusát, dicsőítendő az egek Istenének tökéletes jóságát. A gyertyatartó hét ága a hét bolygót jelzi; az Asztal a bűnbocsánatot, amely a földi életben beteljesül. Az Asztalon tizenkét ostya szimbolizálja a hónapokat, ezek a felajánlás ostyái (az isteni arcok ostyái). A frigyláda a kerubok szárnya alatt található; a szellemit szimbolizálja. A templom alapkövének kozmikus ereje van; Béthel kövével azonosítják, ahonnan Jákob a nyitott eget láthatta. (Genezis, 35,9) Ez a kő világközpont, olyan pont, ahol a földi és égi találkozik. Ezékiel víziójában (40, 42) beszámol az új templom méreteiről.
A Templom felépítésével megnőtt Jeruzsálem vallási jelentősége. A város vallási téren is vitathatatlan központtá vált: Isten eljövendő királyságának szimbóluma lett. A környező népek vallási-kulturális elemeinek integrálása ebben az időben megnövekedett. Rengeteg jelképet, vallási gondolatot olvasztott magába a megindult templomi kultusz.